# Julio Bocca

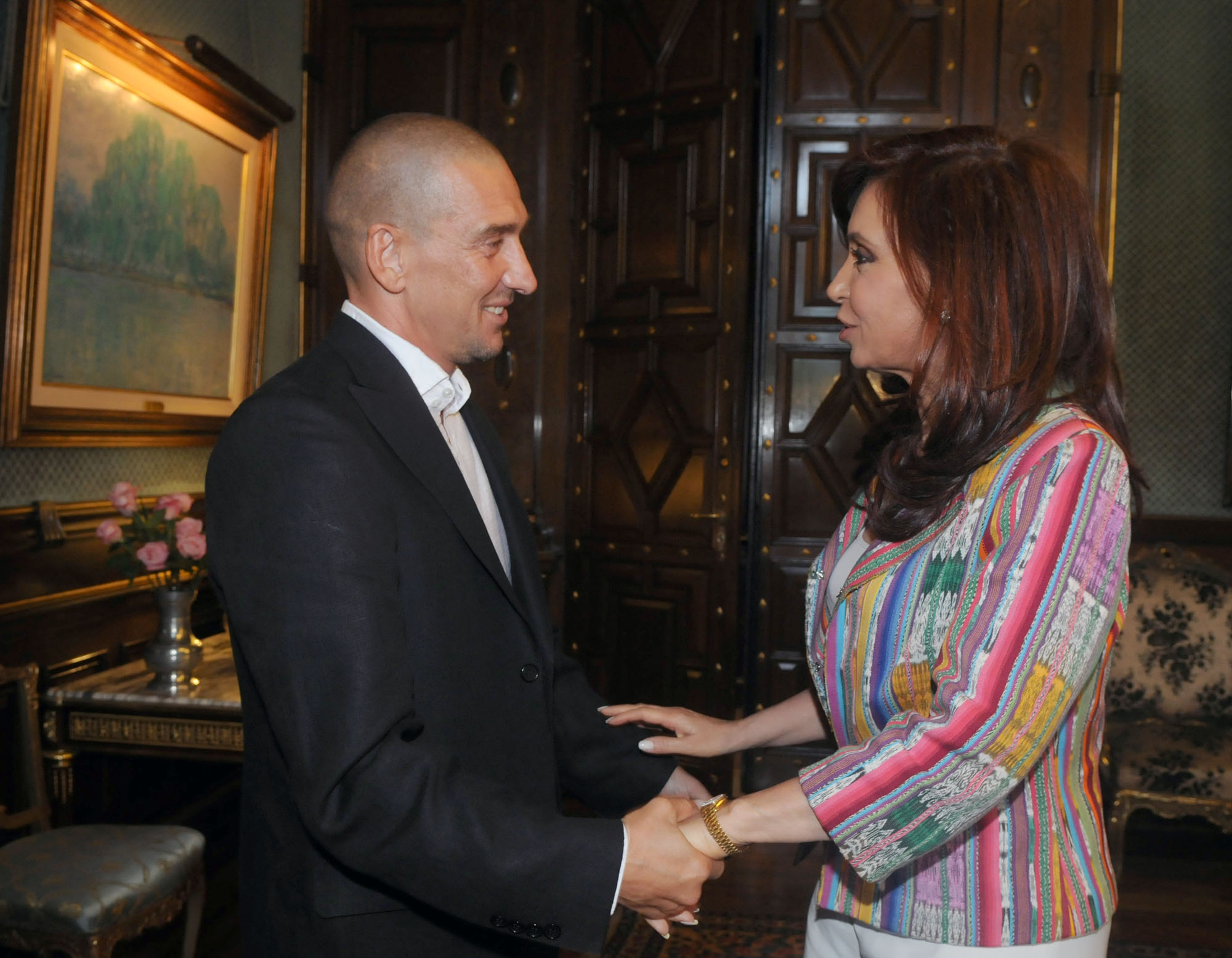
Julio Bocca und die argentinische Präsidentin Cristina Fernández de Kirchner

Julio Bocca (* 6. März 1967 in Munro, Provinz Buenos Aires) ist ein argentinischer Balletttänzer.

## Leben
Geboren im Großraum Buenos Aires, begann er mit vier Jahren Ballettstunden zu nehmen. Mit sieben Jahren wurde er in die „Escuela Nacional de Danza“  aufgenommen und wechselte ein Jahr später in das „Instituto Superior de Artes“ des Teatro Colón in Buenos Aires aufgenommen.
Dort fiel er schnell durch seine überdurchschnittliche Begabung auf und trat 1981, im Alter von 14 Jahren, der „Compañía de Ballet de Cámara del Teatro Colón“ bei. Ein Jahr später trat er bereits als Solotänzer in einer Produktion von Flemming Flindt auf. 1985 gewann er die Goldmedaille im Internationalen Ballett-Wettbewerb in Moskau und bekam ein Engagement beim American Ballet Theatre (ABT) angeboten.
1990 erfüllte sich sein Traum von einer eigenen Kompanie, dem „Ballet Argentino“. Bocca ist Künstlerischer Leiter dieser Kompanie, die sowohl in Argentinien als auch im Ausland auftritt.
In seinen Choreographien vermischt Bocca klassisches Ballett mit Tango. 1998 erschien er in dem Film „Tango, no me dejes nunca“, durch den er ein neues Publikum gewann. Er arbeitete häufig mit der Tango-Choreografin Ana Maria Stekelman zusammen.
Seine Abschiedsvorstellung gab er in der Produktion des ABT von „Manon“ am 22. und 23. Juni 2006. Er tanzte danach noch in seiner eigenen Kompanie, setzte sich aber Ende 2007 endgültig zur Ruhe.
Im März 2007 erschien seine Biografie „La Vida en Danza“.
Im November 2024 wurde bekannt gegeben, dass Julio Bocca ab Februar 2025 die Position des künstlerischen Leiters des Nationalballetts Argentiniens am Teatro Colón in Buenos Aires übernehmen wird.

## Auszeichnungen
Zu den Auszeichnungen, die Bocca erhielt, gehören:
- 1985 – Goldmedaille 1985 (Internationaler Ballettwettbewerb) in Moskau
- 1986 – Primus Inter Pares in Buenos Aires
- 1987 – Dancer of the year 1987 (New York Times), in New York
- 1990 – Acquidanza in Acqui-Terme, Italien
- 1990 – Gino Tanni Award, in Rom
- 1990 – Bester Internationaler Klassischer Tänzer in Barcelona
- 1991 – Leonid Massine in Positano, Italien
- 1992 – Prix Benois de la danse (International Dance Association) in Moskau
- 1999 – Platinum Konex als Bester Männlicher Tänzer (Konex Foundation) in Buenos Aires